# Anja
Der weibliche Vorname Anja ist eine russische Koseform von Anna/Anne.
Im englisch- und vor allem spanischsprachigen Raum ist die alternative Schreibweise Anya gebräuchlich.

## Verbreitung
Der Name ist in Deutschland, Skandinavien und Slowenien stark vertreten.
Anja war in der ersten Hälfte des 20. Jahrhunderts wenig verbreitet in Deutschland. In den 1950er-Jahren wurde er dann schnell populär. Von der Mitte der 1960er- bis Anfang der 1980er-Jahre war er oft unter den zehn meistvergebenen Mädchenvornamen des jeweiligen Jahres. In den 1990ern ist seine Beliebtheit dann stark gesunken. Von 2010 bis 2021 wurde der Name circa 1.200 gewählt. Der Name gehört in Österreich seit 1980 zu den Top 100. Von 1980 bis 2022 wurden etwa 7.300 Mädchen so genannt. In der Schweiz wird der Name mindestens seit 1930 vergeben, Mitte der 1960er Jahre erlebte er einen Aufwärtstrend und etablierte sich in den beliebten Mädchennamen. Seit Mitte der 2000er Jahre ist seine Vergabe rückläufig.
Der Name wird in den Niederlanden seit 1930 regelmäßig vergeben. Zwischen Mitte der 1950er und Anfang der 1970er Jahre befand er sich in der Liste der beliebten Namen, danach ging seine Popularität zurück. Von 1930 bis 2022 wurde er rund 8.700 Mal vergeben. In Frankreich ist der Name Anja seit Mitte der 1960er Jahre anzutreffen, seit Ende der 1980er Jahre wird er jährlich vergeben. Der Name ist aber nicht verbreitet. In Belgien kommt der Name nur sporadisch in den Hitlisten vor.
In den nordischen Ländern Dänemark, Norwegen und Schweden ist Anja ein beliebter Mädchenname. Der Name gehörte in Dänemark von Mitte der 1970er bis Mitte der 1990er Jahre zu den Top 100 Namen in den Vornamenscharts. In Norwegen war er besonders zwischen den 1960er und 1990er Jahren populär.
Anja war in Slowenien zwischen 2000 und 2007 in den Top 20 der Hitlisten anzutreffen. Im Jahr 2000 belegte der Name sogar den 5. Platz. Seit 2013 geht die Beliebtheit stark zurück, im Jahr 2022 lag der Name nur noch auf dem 92. Platz. Der Name wird in Polen seit Ende der 2000er Jahre bei der Namenswahl berücksichtigt, er ist aber nicht sonderlich populär.
In England war der Name um die Jahrtausendwende mäßig beliebt, ansonsten kommt er selten vor. Der Name wird in Schottland seit 1974 fast jedes Jahr in der Namensgebung berücksichtigt, jedoch ist er nicht sehr beliebt. In Nordirland kommt er sehr selten vor. Anja wird in den USA seit Anfang der 1960er Jahre regelmäßig vergeben, aber in einer eher geringen Anzahl. In Kanada kommt der Name seit 1980 fast alljährlich vor.

## Namenstag
Der Namenstag ist der 26. Juli.

## Namensträgerinnen

### Anja

#### A–K
- Anja Althaus (* 1982), deutsche Handballspielerin
- Anja Antonowicz (* 1981), deutsch-polnische Schauspielerin
- Anja Backhaus (* 1975), deutsche Radio- und Fernsehmoderatorin
- Anja Barth (* 1979), deutsche Schauspielerin
- Anja Bayer (* 1971), deutsch-amerikanische Künstlerin und Lyrikerin
- Anja Berger (* 1992), deutsche Torhüterin
- Anja Blacha (* 1990), deutsche Bergsteigerin
- Anja Bröker (* 1973), deutsche Fernsehjournalistin
- Anja Caspary (* 1964), deutsche Radiojournalistin
- Anja Charlet, geb. Wolf (* 1967), deutsche Journalistin und Fernsehmoderatorin
- Anja Coleby (* 1971), australische Schauspielerin
- Anja Fichtel (* 1968), ehemalige deutsche Florettfechterin
- Anja Förster (* 1966), deutsche Autorin
- Anja Franke (* 1964), deutsche Drehbuchautorin, Regisseurin und Schauspielerin
- Anja Freese (Anja Freese-Binder) (* 1965), deutsche Schauspielerin
- Anja Gockel (* 1968), deutsche Modedesignerin
- Anja Gräfenstein (* 1981), deutsche Schauspielerin und Sprecherin
- Anja Günther (* 1983), deutsche Beachvolleyball- und Volleyballspielerin
- Anja Haider-Wallner (* 1979), österreichische Politikerin (Grüne)
- Anja Harms (* 1960), deutsche Grafikdesignerin und Buchkünstlerin
- Anja Harteros (* 1972), deutsche Opernsängerin
- Anja Heyde (* 1976), deutsche Fernsehmoderatorin und Journalistin
- Anja Hörnich (* 1967), ehemaliges deutsches Fotomodell
- Anja Ippach (* 1985), deutsche Duathletin und Triathletin
- Anja Jaenicke (* 1963), deutsche Schauspielerin und Autorin
- Anja Kampe (* 1968), deutsch-italienische Opernsängerin
- Anja Kampmann (* 1983), deutsche Schriftstellerin
- Anja Karliczek (* 1971), deutsche Politikerin (CDU)
- Anja Kempe (* 1973), deutsche Künstlerin und Hochschullehrerin
- Anja Killmer-Korn (1897–1981), deutsche Widerstandskämpferin gegen den Nationalsozialismus
- Anja Kling (* 1970), deutsche Schauspielerin
- Anja Knauer (* 1979), deutsche Schauspielerin
- Anja Kohl (* 1970), deutsche Journalistin und Moderatorin
- Anja Kruse (* 1956), deutsche Schauspielerin

#### L–Z
- Anja Langer (* 1965), deutsche Bodybuilderin
- Anja Lechner (* 1961), deutsche Cellistin
- Anja Lehmann (* 1975), deutsche Sängerin
- Anja Lukaseder (* 1967), deutsche Künstler- und Musikmanagerin
- Anja Mikus (* 1956), deutsche Bankmanagerin
- Anja Mittag (* 1985), deutsche Fußballspielerin
- Anja Müller (* 1973), deutsche Politikerin (Die Linke)
- Anja Naumann (* 1968), deutsche Verwaltungsjuristin
- Anja Nejarri (* 1975), deutsche Schauspielerin
- Anja Niedringhaus (1965–2014), deutsche Fotojournalistin
- Anja Noske (* 1986), deutsche Ruderin
- Anja Pärson (* 1981), schwedische Skirennläuferin
- Anja Piel (* 1965), deutsche Politikerin der Grünen
- Anja Franziska Plaschg, Pseudonym Soap&Skin (* 1990), österreichische Musikerin, Sängerin und Schauspielerin
- Anja Reschke (* 1972), deutsche Journalistin, Publizistin und Moderatorin
- Anja Roth (* 1979), deutsche Fernsehmoderatorin, Reporterin und Hörbuchsprecherin
- Anja Rubik (* 1983), polnisches Topmodel
- Anja Rützel (* 1973), deutsche Journalistin
- Anja Schache (* 1977), deutsche Florettfechterin
- Anja Scherzer (* 1996), österreichische Politikerin (FPÖ)
- Anja Schneider, deutsche DJ, Produzentin und Radiomacherin
- Anja Schüte (* 1964), deutsche Schauspielerin
- Anja Silja (* 1940), deutsche Opernsängerin
- Anja Sommavilla (* 1987), ehemalige deutsche Schauspielerin
- Anja Stadlober (* 1984), österreichische Schauspielerin und Synchronsprecherin
- Anja Stahmann (* 1967), deutsche Politikerin
- Anja Sturm (* 1970), deutsche Rechtsanwältin
- Anja Topf (* 1968), österreichische Schauspielerin und Hörspielsprecherin
- Anja Tuckermann (* 1961), deutsche Autorin
- Anja Wehler-Schöck (* 1978), deutsche Politikwissenschaftlerin und Journalistin
- Anja Wilhelm (* 1968), deutsche Kunstturnerin

### Anya
- Anya Benton, US-amerikanisch-russische Schauspielerin und Model
- Anya Chalotra (* 1995 oder 1996), britische Schauspielerin
- Anya Kochoff (* 1969), US-amerikanische Drehbuchautorin und Tennisspielerin
- Anya Lahiri (* 1982), britische Schauspielerin, Sängerin und Model
- Anya Major (* 1966), britische Sportlerin, Darstellerin, Model und Sängerin
- Anya Marina (* 1976), US-amerikanische Singer-Songwriterin
- Anya Monzikova (* 1984), russisch-amerikanische Schauspielerin und Model
- Anya Taylor-Joy (* 1996), argentinisch-britische Schauspielerin
- Anya Teixeira (1913–1992), ukrainisch-britische Fotografin und Fotojournalistin
- Anya Ulinich (* 1973), russisch-US-amerikanische Malerin und Schriftstellerin
- Anya Verkhovskaya (* um 1969), russische Beraterin, Managerin, Filmproduzentin und Menschenrechtsaktivistin

### Fiktive Charaktere
- Anja, aus der Kinder- und Jugendserie Anja & Anton
- Anja, aus dem Theaterstück Anja und Esther
- Anya Amasova, aus dem Film James Bond 007 – Der Spion, der mich liebte
- Anya Jenkins, aus der Fernsehserie Buffy – Im Bann der Dämonen
- Anya Kischewatow, aus dem Film Sturm auf Festung Brest